# كاوبوي بيباب
كاوبوي بيباب (カウボーイビバップ) هو مسلسل أنمي يتكون من ست وعشرون حلقة. أُخرِج من قِبل شينيتشيرو واتانابي وأُنتج من قِبل شركة سنرايز.
تجري أحداث المسلسل حول أربعة صائدو جوائز يتنقلون على متن سفينتهم الفضائية، «بيباب»، في عقد 2070.

## وصلات خارجية
- كاوبوي بيباب على موقع IMDb (الإنجليزية)

- الموقع الرسمي الياباني
- مجموعة من صور كاوبوي بيباب نسخة محفوظة 21 مايو 2007 على موقع واي باك مشين.
- Cowboy Bebop Wiki